# Zygochloa paradoxa
Zygochloa paradoxa är en gräsart som först beskrevs av Robert Brown, och fick sitt nu gällande namn av Stanley Thatcher Blake. Zygochloa paradoxa ingår i släktet Zygochloa och familjen gräs. Inga underarter finns listade i Catalogue of Life.

## Bildgalleri

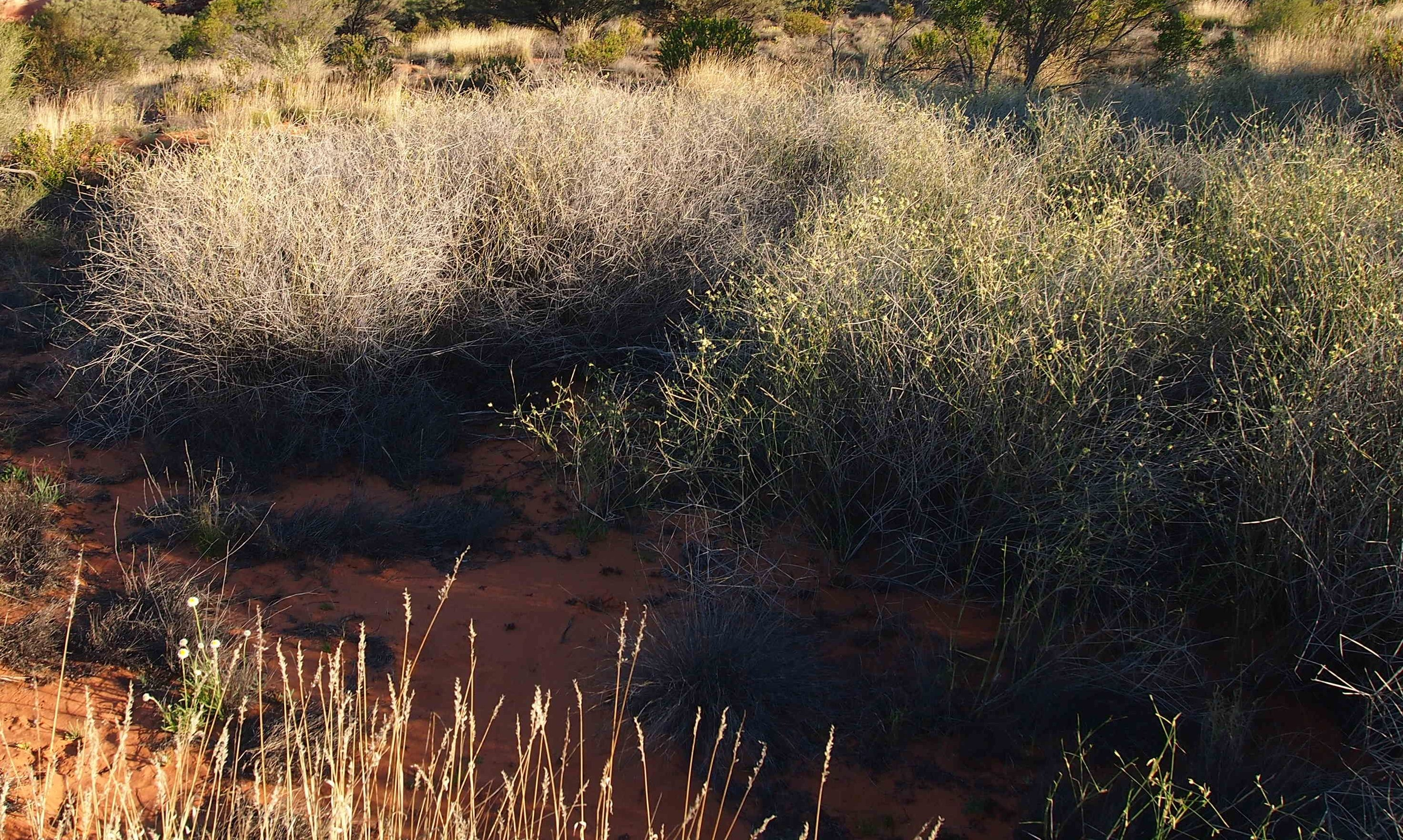